# ني أحمد بيغ
ني أحمد بيغ هي قرية في مقاطعة كوثر، إيران. يقدر عدد سكانها بـ 124 نسمة بحسب إحصاء 2016.